# Fatih Kıran
Fatih Kıran (* 26. März 1993 in München) ist ein deutsch-türkischer Fußballspieler.

## Karriere
Kıran wurde in München geboren und spielte in seiner Jugend zuerst bei der SpVgg 1906 Haidhausen, bevor er ins Nachwuchsleistungszentrum des SpVgg Unterhaching wechselte. Im Sommer 2012 wechselte er zur U19 des FC Augsburg, spielte dort bis zum 1. Juli 2013 und war anschließend drei Monate vereinslos, bevor er am 1. Oktober 2013 zum oberbayerischen Amateurverein FC Ismaning wechselte. 
Im Januar 2014 wurde er vom türkischen Erstligisten Sivasspor verpflichtet, kam aber über einen Einsatz in der Liga und zwei im Pokal nicht hinaus. 2014 wurde er an Göztepe Izmir verliehen. Mit diesem Verein stieg er im Sommer 2015 als Meister der TFF 2. Lig in die TFF 1. Lig auf. Nach diesem Erfolg verließ er den Klub wieder.
Für die Saison 2015/16 lieh ihn sein Verein an den Drittligisten und Stadtrivalen Sivas Belediyespor aus. Nach seiner Rückkehr ein Jahr später wechselte er zum Körfez SK. Nach nur sieben Spielen wechselte er zur Folgesaison zu Bandırmaspor. 2019 verließ er die Türkei und unterschrieb in der Bayernliga bei Türkspor Augsburg. Nachdem er dort jedoch nicht zum Einsatz gekommen war, führte sein Weg im Januar 2020 wieder in die Türkei zum Viertligisten Yomraspor. Bereits in seinen ersten fünf Spielen dort, erzielte er zwei Tore.

## Erfolge
Mit Göztepe Izmir
- Meister der TFF 2. Lig und Aufstieg in die TFF 1. Lig: 2014/15